# Stanko Petelin
Stanko Petelin, partizansko ime Vojko, slovenski partizan, podpolkovnik Jugoslovanske ljudske armade, vojni zgodovinar in publicist, * 20. januar 1924, Kamnik pod Krimom, † 21. avgust 1984, Ljubljana. 

## Življenje in delo
V rojstnem kraju je končal ljudsko šolo in nadaljeval na klasični gimnaziji v Ljubljani, maturo pa opravil po končani vojni. V srednji šoli je bil član Sokola. V narodnoosvobodilno borbo se je vključil kot šestošolec. Ker je bil izdan so ga fašistične oblasti 24. januarja 1942 zaprle. Po plačani varščini je bil izpuščen iz zapora. Ker je bil osumljen sodelovanja z narodnoosvobodilno borbo je 16. maja 1942 odšel v partizane. Pridružil se je Notranjskemu odredu. Tu je bil borec in politični komisar čete. Kasneje je postal namestnik komisarja v bataljonu Tomšičeve brigade, nato komisar čete in namestnik komisarja bataljona v Prešernovi brigadi, 23. junija 1944 je postal komandant Vojkove brigade ter 20. marca 1945 načelnik štaba 31. divizije. Po osvoboditvi je opravil dvoletno šolanje v Sovjetski zvezi, nato delal v generalštabu JLA, ter bil načelnik štaba 37. divizije JLA in dosegel čin podpolkovnika; zaradi bolezni je bil leta 1949 upokojen.. Nato je bil direktor tovarne galvanskih členov Zmaj v Ljubljani, odgovorni urednik Vojaškega informatorja ter glavni in odgovorni urednik Naše obrambe. Sodeloval je pri Vojaškem slovarju (1977) in pet jezikovnem jugoslovanskem primerjalnem vojaškem slovarju Uporedni rečnik vojnih pojmova (1982). Ukvarjal se je z raziskovanjem zgodovine narodnoosvobodilne borbe. Napisal je nad 1.500 zgodovinskih in vojaško strokovnih člankov, za Knjižnico NOV in POS pa 17 monografij, zvečine o enotah 9. korpusa. Njegovo ilegalno ime je bilo Vojko, ter je nosilec številnih vojaških, državnih in mednarodnih priznanj ter odlikovanj.

## Izbrana bibliografija
- Vojkova brigada  (COBISS)
- Prešernova brigada (COBISS)
- Enaintrideseta divizija  (COBISS)
- Deveti korpus slovenske narodnoosvobodilne vojske : 1943-1945 (COBISS)
- Pregled občne zgodovine  (COBISS)